# Les Twins
Les Twins（レ・トゥインズ）はフランス人ダンサーLarry Bourgeois（ラリー・ブルジョア）とLaurent Bourgeois（ロラン・ブルジョア）の兄弟二人組。Twinsという名前が表すように双子（一卵性双生児）である。

## 人物
1988年12月6日にパリ北郊外のサルセルで生まれる。幼少期からマイケル・ジャクソンの影響を強く受け、フランスのストリートダンスチームであるクリミナルズ・クルー（Criminalz Crew）に所属し、コーチであるプレイモ（Abibou “Playmo”Kebe）に師事。2008年にフランステレビ局M6の人気番組「Incroyable Talent 2008」にて準優勝、一躍脚光を浴びる。その後、2011年度JUSTE DEBOUT HIP HOP部門で優勝し、マイケル・ジャクソン：ザ・イモータル・ワールドツアー（2011年）、ビヨンセのPVとツアーにも出演。193cmの長身を生かしたモデルとしても活動し、ジバンシーのコレクションやベネトン、H&Mのキャンペーンに出演、またJay Z.のファッションブランドRocawearやキャップ・ブランドNEW ERAのバイラル・ムービーにも出演している。現在パリ在住。

## 受賞歴
- M6（フランステレビ局）の人気番組「Incroyable Talent 2008」にて準優勝
- 「Juste Debout」世界最大の2 on2ダンスバトルイベント 2008年度 準優勝
- 「Juste Debout」2011年度HipHop  日本予選大会優勝
- 「Juste Debout」2011年度 優勝
- 「Dance@Live」2011年度 西日本大会決勝は兄弟で対決Laurentが優勝
- 「Battle of the Stylz」2010年度 優勝

## 活動歴
- シルク・ド・ソレイユ マイケル・ジャクソン「ザ・イモータル・ワールド・ツアー」出演（2011年10～12月）
- ビヨンセ「Run the world」PV出演
- 「ビルボード・ミュージック・アワード2011」 出演 （ビヨンセのダンサーとして）
- 「グラストンベリー（Glastonbury）フェスティバル 2011」出演（同上）
- 「マイケル・ジャクソン トリビュートイベント（パリ、ゼニス）出演（2010年12月）
- 日本では「スター☆ドラフト会議」（日本テレビ系）でダンスが内容の中心になっている場合に時折出演している。
- 映画『メン・イン・ブラック：インターナショナル』（2019年）に役者として出演

## ファッションタイアップ等
- 2010年
  - ベネトン　グローバル・キャンペーンモデル
- 2011年
  - Adidas バイラル・ビデオ（Yak Films制作）出演
  - ルウォモ・ヴォーグ（L'Uomo Vogue） 特集記事掲載
  - ロッカウェア（Rocawear/Jay-Zのアパレル・ブランド）バイラル・ムービーに出演
  - H&M 秋冬キャンペーンモデル
- 2012年
  - NEW ERAヨーロッパ、キャンペーンモデル